# Jacobus Martinus van der Meer
Jacobus Martinus van der Meer (Rotterdam, 2 maart 1916 - 1987) was tijdens de Tweede Wereldoorlog verzetsman en geheim agent. Hij werd Jacky genoemd.

## Levensloop
Jacky van der Meer was de zoon van Wilhelmus Nicolaas van der Meer (1890-) en Catharina Huiberdina Hendrika van Bokhoven (1894-).
In de nacht van 28 augustus 1944 vertrok de viermotorige Halifax MkV MA-W LL388 van het 161 Special Duties Squadron van vliegveld RAF Tempsford. De bemanning bestond uit zeven Engelsen, waaronder piloot P Green en navigator Norman Slade. Verder waren behalve Jacky van der Meer waren nog twee Nederlandse agenten aan boord, die in opdracht van Bureau Bijzondere Opdrachten op droppingszone Hendrik bij Deurne gedropt zouden worden om het verzet te ondersteunen: Krijn Buitendijk (1921-1998) en marconist Gerrit Kroon. Ook zouden een aantal containers afgeworpen worden.
Zo ver kwam het niet. Afweergeschut schoot het vliegtuig in brand, waarna er brand uitbrak en het vliegtuig doormidden brak. De crash-landing werd in de Henriëttewaard gemaakt. Norman Slade en Arnold Dean verloren het leven, de andere bemanningsleden verder gearresteerd en overleefden de oorlog. Gerrit Kroon raakte zwaar gewond, hij werd gearresteerd en naar een hospitaal gebracht, de andere twee Nederlanders ontsnapten en verstopten zich in een greppel vol brandnetels. De volgende dag gingen ze nog even bij het wrak kijken of er wat bruikbaars was overgebleven, maar daarna vertrokken ze. Van een boer leenden ze een roeibootje om het Diezekanaal over te steken. Van der Meer had daar familie wonen waar ze onderdak vonden.
Ze hadden in Engeland instructie zich na landing te melden bij baron de Smeth, die op het Groot Kasteel in Deurne woonde. Buitendijk ging daarheen. Van der Meer, die brandwonden had en tijdens de landing zijn rug had bezeerd, werd in een Duitse ambulance van het verzet opgehaald. Hoewel ze niet veel materiaal hadden, saboteerden ze toch wat hoogspanningskabels en Duitse auto's.
Omdat ze niet veel konden doen, besloten ze naar Engeland terug te gaan. Met een vlot staken ze het kanaal weer over en gingen naar het Amerikaanse hoofdkwartier in Eindhoven. Daar werden ze doorgestuurd naar Nijmegen, waar ze Arie Bestebreurtje troffen. Ze werden eerst ondervraagd, daarna konden ze meerijden naar het Rubenskasteel, het hoofdkwartier van prins Bernhard ten noorden van Brussel. Daar werd hen gevraagd of ze zich wilden blijven inzetten voor de bevrijding. Dat beaamden ze. Van der Meer ging terug naar Nijmegen om nieuw verworven militairen te trainen. Buitendijk reed daar op zijn motorfiets tegen een Sherman-tank, maar herstelde snel van zijn verwondingen. Hij ging naar Engeland en ging bij de koopvaardij.

## Onderscheidingen
In 1953 werd aan J.M. van der Meer, geboren op 2 maart 1916, het Bronzen Kruis toegekend bij K.B. no.33 van 2 mei 1953.
Voormalig, tijdelijk benoemd, reserve-tweede luitenant voor algemene dienst, thans dienstplichtig sergeant van het Wapen der Infanterie
Heeft zich door moedig optreden tegenover de vijand onderscheiden als geheim saboteur van het Bureau Bijzondere Opdrachten te LONDEN, die eind Augustus 1944 geparachuteerd zou worden boven bezet gebied doch vóór het afgesproken punt van afworp door beschieting van Duits luchtafweergeschut licht gewond werd, terwijl het vliegtuig moest landen. Hij kwam enige dagen later op de afgesproken plaats waar hij het verzet steunde met sabotage tot hij 23 September daaraanvolgend in opdracht naar bevrijd gebied overging.— Bron: ARA 2.02.32 inv. 618
Jacky van der Meer overleed op 12 december 1987.